# 2AM
2AM (kor. 투에이엠) – południowokoreański zespół muzyczny założony przez JYP Entertainment. Grupa składa się z czterech członków: Jo Kwon, Lee Chang-min, Lim Seul-ong oraz Jeong Jin-woon.
Historia 2AM zaczęła się, gdy koreański muzyk Park Jin-young założył jedenastoosobowy zespół znany jako One Day poprzez serial dokumentalny Hot Blood Men. Ostatecznie zespół został podzielony na balladową grupę 2AM i podobną, ale niezależną grupę znaną jako 2PM. 2AM zadebiutowali 11 lipca 2008 roku wydając singel This Song (kor. 이노래).

## Historia

### 2008–2010: Debiut i początek działalności
Debiutancki single album zespołu ukazał się 11 lipca 2008 roku. Drugi single album, zatytułowany Time For Confession, ukazał się 19 marca 2009 roku. Zawierał trzy piosenki, w tym główną – „A Friend’s Confession” (kor. 친구의 고백).
W styczniu 2010 roku zespół wydał pierwszy minialbum Can't Let You Go Even if I Die (kor.), który promował utwór o tym samym tytule. Album został wydany ponownie 16 marca pod tytułem I Was Wrong (kor. 잘못했어). Zawierał dodatkowo cztery piosenki, z których trzy pochodziły z pierwszego i drugiego singla oraz jedną nową piosenkę o tym samym tytule, która posłużyła za główny singel płyty.
W czerwcu i lipcu 2AM grali na otwarciu koncertów Wonder Girls podczas drugiego etapu ich trasy Wonder Girls World Tour 2010. 26 października wydali swój pierwszy pełny album zatytułowany Saint o’Clock, promowany przez dwa główne single: „You wouldn’t Answer My Calls” (kor. 전활 받지 않는 너에게) oraz „Like Crazy” (kor. 미친 듯이).

### 2011–2012
Po sukcesie albumu Saint o’Clock w Korei Południowej 9 listopada 2011 roku zespół wydał jego japońską wersję. W styczniu 2012 roku wydali swój pierwszy japoński singel „Never let you go ~shindemo hanasanai~” (jap. Never let you go ～死んでも離さない～), będący japońską wersją koreańskiego utworu „Even if I Die, I Can’t Let You Go” (kor. 죽어도 못보내). Płyta uplasowała się na 3. pozycji rankingu singli Oriconu.
W marcu 2012 roku ukazał się drugi minialbum F.Scott Fitzgerald’s Way Of Love oraz teledysk do głównego singla „I Wonder If You Hurt Like Me” (kor. 너도 나처럼). Drugi japoński singel „Denwa ni denai kimi ni” (jap. 電話に出ない君に) został wydany 11 kwietnia. Utwór tytułowy był japońską wersją piosenki „You wouldn’t Answer My Calls” (kor. 전활 받지 않는 너에게) i cover utworu Kena Hirai – „Hitomi o tojite” (jap. 瞳をとじて).
W kwietniu 2012 roku 2PM i 2AM ogłosili premierę filmu dokumentalnego Beyond The One Day w Japonii. One Day odnosi się do nazwy grupy, z której powstały oba zespoły. 13 kwietnia ukazał się zwiastun filmu. Trzeci japoński singel „For you ~Kimi no tame ni dekiru koto~” (jap. For you～君のためにできること～) ukazał się we wrześniu i został użyty jako piosenka przewodnia TV Dramy Sōmatō kabushiki gaisha stacji TBS. Czwarty japoński singel „Darenimo watasenai yo” (jap. 誰にも渡せないよ) został wydany w Japonii 5 grudnia.
W tym samym roku 2AM odbyli swoją pierwszą trasę koncertową po Azji, odwiedzając Hongkong, Tajwan, Japonię i Malezję.

## Członkowie
| Imię           | Imię   | Data urodzenia        | Pozycja                     |
| Latynizacja    | Hangul | Data urodzenia        | Pozycja                     |
| -------------- | ------ | --------------------- | --------------------------- |
| Jo Kwon        | 조권   | 28 sierpnia 1989(dts) | lider, główny wokal         |
| Lee Chang-min  | 이창민 | 1 maja 1986(dts)      | główny wokal, raper         |
| Lim Seul-ong   | 임슬옹 | 11 maja 1987(dts)     | wokal                       |
| Jeong Jin-woon | 정진운 | 2 maja 1991(dts)      | główny raper, wokal, maknae |

## Dyskografia

### Albumy studyjne
- Saint o’Clock (2010)
- Voice (2013)
- One Spring Day (kor. 어느 봄날) (2013)
- Let’s Talk (2014)

### Minialbumy
- Can’t Let You Go Even If I Die (kor. 죽어도 못 보내) (2010)
- I Was Wrong (kor. 잘못했어) (2010, repackage album płyty Can’t Let You Go Even If I Die)
- F.Scott Fitzgerald’s Way Of Love (2012)
- Nocturne (2013)
- Ballad 21 F/W (2021)

### Single
CD sigle
- This Song (kor. 이노래) (2008)
- Time For Confession (2009)